# Santa Catarina (Huejutla de Reyes)
Santa Catarina es una localidad de México perteneciente al municipio de Huejutla de Reyes en el estado de Hidalgo.

## Geografía
Se encuentra en la región Huasteca; a la localidad le corresponden las coordenadas geográficas 21° 05’ 57.046” de latitud norte y 98° 22’ 53.037” de longitud oeste, con una altitud de 151 m s. n. m. Se encuentra a 6.0 kilómetros, en dirección noreste, de la localidad de Huejutla.
En cuanto a fisiografía se encuentra dentro de la provincia de la Llanura Costera del Golfo Norte, dentro de la subprovincia de Llanuras y Lomeríos; su terreno es de lomerío. En lo que respecta a la hidrografía se encuentra posicionado en la región de Pánuco, dentro de la cuenca del río Moctezuma, en la subcuenca de río Los Hules. Cuenta con un clima semicálido húmedo con abundantes lluvias en verano.

## Demografía
En 2020 registró una población de 1227 personas, lo que corresponde al 0.97 % de la población municipal. De los cuales 585 son hombres y 642 son mujeres. Tiene 317 viviendas particulares habitadas.
| Gráfica de evolución demográfica de Santa Catarina entre 1930 y 2020                                        |
| |
| Población de los censos y conteos del Instituto Nacional de Estadística y Geografía (INEGI) de 1930 a 2020. |